# DR 137 241 bis 270
| DR 137 241 bis 270 und 442 bis 461 | DR 137 241 bis 270 und 442 bis 461 | DR 137 241 bis 270 und 442 bis 461           | DR 137 241 bis 270 und 442 bis 461           |
| ---------------------------------- | ---------------------------------- | -------------------------------------------- | -------------------------------------------- |
| Beschreibung                       |                                    |                                              |                                              |
| Nummerierung                       | Nummerierung                       | DR: 137 241–270 DB VT 36 500–511 GME VT 1    | DR: 137 442–461 DB VT 36 513–519 GME VT 2    |
| Hersteller                         | Hersteller                         | Dessauer Waggonfabrik Waggonfabrik Uerdingen | Dessauer Waggonfabrik Waggonfabrik Uerdingen |
| Baujahre                           | Baujahre                           | 1937/38                                      | 1940/41                                      |
| Ausmusterung                       | Ausmusterung                       | bis 1967                                     | bis 1967                                     |
| Anzahl                             | Anzahl                             | 30                                           | 20                                           |
| Bauart                             | Bauart                             | B’2’ dh                                      | B’2’ dh                                      |
| Gattung                            | Gattung                            | BCPw4itrv                                    | BCPw4itrv                                    |
| Spurweite                          | Spurweite                          | 1.435 mm                                     | 1.435 mm                                     |
| kleinster befahrener Radius        | kleinster befahrener Radius        | 150 m                                        | 150 m                                        |
| Höchstgeschwindigkeit              | Höchstgeschwindigkeit              | 90 km/h                                      | 100 km/h                                     |
| Länge über Puffer                  | Länge über Puffer                  | 22.350 mm                                    | 22.350 mm                                    |
| Gesamtradstand                     | Gesamtradstand                     | 17.720 mm                                    | 17.720 mm                                    |
| Raddurchmesser                     | Raddurchmesser                     | 900 mm                                       | 900 mm                                       |
| Drehgestellradstand                | Drehgestellradstand                | MD = 3.600 mm LD = 3.000 mm                  | MD = 3.600 mm LD = 3.000 mm                  |
| Drehzapfenabstand                  | Drehzapfenabstand                  | 14.420 mm                                    | 14.420 mm                                    |
| Dienstmasse                        | Dienstmasse                        | leer ca. 36.700 kg besetzt ca. 41.570 kg     | leer 40.000 kg besetzt 44.800 kg             |
| Bremsen                            | Bremsen                            | Druckluftbremse Bauart Hildebrandt-Knorr     | Druckluftbremse Bauart Hildebrandt-Knorr     |
| Feststellbremse                    | Feststellbremse                    | Handbremse                                   | Handbremse                                   |
| Installierte Leistung              | Installierte Leistung              | 265 kW (360 PS)                              | 265 kW (360 PS)                              |
| Motorentyp                         | Motorentyp                         | MAN W6V 22/30                                | MAN W6V 22/30                                |
| Motorbauart                        | Motorbauart                        | Sechszylinder-Viertakt-Dieselmotor           | Sechszylinder-Viertakt-Dieselmotor           |
| Nenndrehzahl                       | Nenndrehzahl                       | 870/min                                      | 870/min                                      |
| Leistungsübertragung               | Leistungsübertragung               | hydraulisch mit JJ 14 CG 8,8                 | hydraulisch mit JJ 14 CG 8,8                 |
| Sitzplätze                         | Sitzplätze                         | 51 + 14 Klappsitze                           | 49 + 14 Klappsitze                           |
| Stehplätze                         | Stehplätze                         | 67                                           | 42                                           |
| Fußbodenhöhe                       | Fußbodenhöhe                       | 1.070 mm                                     | 1.070 mm                                     |
| Klassen                            | Klassen                            | 2./3.                                        | 2./3.                                        |

Die Baureihe DR 137 241 bis 270 und DR 137 442 bis 461 waren vierachsige Triebwagen, die von den Firmen Dessauer Waggonfabrik und Waggonfabrik Uerdingen 1937 bis 1941 für die Deutsche Reichsbahn gefertigt wurden. 
Mit diesen Fahrzeugen erfolgte die Fertigung einer größeren Serie, die bis in den Zweiten Weltkrieg hinein produziert wurde. Die Fahrzeuge wurden während des Krieges zu Kriegseinsätzen verwendet. Zahlreiche Fahrzeuge wurden Kriegsverluste. Nach dem Krieg wurden 18 Fahrzeuge von der Deutschen Bundesbahn übernommen und als Reihe VT 36.5 bezeichnet, fünf Fahrzeuge fuhren bei der Deutschen Reichsbahn. Zwei Fahrzeuge wurden noch bei der GME bis 1978 weiterbetrieben.

## Geschichte
Triebwagen mit hydraulischer Leistungsübertragung besitzen gegenüber denen mit elektrischer Leistungsübertragung den Vorteil des geringeren Gewichts. Gegenüber denen mit mechanischer Kraftübertragung besaßen sie den Nachteil des geringeren Wirkungsgrad, hatten aber damals noch den betrieblichen Vorteil, dass mit ihnen vollautomatisch geschaltet werden konnte. Nach einigen Versuchsexemplaren seit 1934 bestellte die Deutsche Reichsbahn dann ab 1936 insgesamt 50 Fahrzeuge mit hydraulischer Kraftübertragung für verschiedene Einsatzbezirke.
Die Fahrzeuge hatten eine gedrungene Form und eine runde Stirnpartie. Dazu wurden äußerlich gleich aussehende Steuerwagen beschafft, ein Triebwagen sollte mit einem Steuerwagen eine betriebliche Einheit bilden. Die Triebwagen verfügten über eine Vielfachsteuerung, mit der ein zweites Pärchen VT und VS gesteuert werden konnte.
Eingesetzt wurden die erste Serie bei den Reichsbahndirektionen Mainz, Regensburg und Dresden. Abgenommen wurden die Fahrzeuge vom RAW Nürnberg. Dabei vollführten sie Anfahrversuche auf der Schiefe Ebene bei Neuenmarkt-Wirsberg. Sie erreichten in der Zusammenstellung VT und VS nach sechs Minuten eine Geschwindigkeit von 36 km/h, bei Ankunft in Marktschorgast wurde eine Temperatur des Getriebeöles von 100 °C gemessen.

## VT 36.5
23 Fahrzeuge überstanden den Zweiten Weltkrieg. 18 Stück wurden bei der Deutschen Bundesbahn mit der Bezeichnung VT 36.5 und fünf bei der Deutschen Reichsbahn übernommen. Die von der DB übernommenen Fahrzeuge waren bis 1966 im Einsatz.

## GME VT1 und VT 2
Von ihnen konnten zwei an die Georgsmarienhütter Eisenbahn (GME) verkauft werden. Diese versahen ihren Dienst bei der GME bis 1977 und 1978. Der ehemalige VT 137 267 wurde im Jahr 1976 nach Schäden am Laufwerk ausgemustert, der ehemalige VT 137 456 gelangte zur Museumsbahn Paderborn, wo er 1995 ausbrannte.

## Einsatz bei der DR
Die DR hatte ihre Fahrzeuge bis 1967 im Einsatz. Einige von ihnen wurden danach als Beiwagen weiterverwendet. Ein Wagenkasten eines solchen Beiwagens stand 1990 als Bürokomplex im Bahnbetriebswerk Dresden.

## Konstruktive Merkmale
Die Triebwagen besaßen keine Schürze im Rahmenbereich, so dass die Wartung der unterflur angeordneten Aggregate erleichtert wurde.
Der Wagenkasten war eine Schweißkonstruktion in Leichtbauweise, die aus Blechen, Kant- und Walzprofilen hergestellt wurde. Alle verwendeten Stahlbleche waren mit Kupferzusatz hergestellt, um den Korrosionsschutz zu verbessern. Für den Einsatz auf Nebenbahnen mit ihren oftmals niedrigen Bahnsteighöhen hatten die Fahrzeuge eine Fußbodenhöhe von 1.070 mm. Lediglich über dem Maschinendrehgestell war die Fußbodenhöhe wegen der Unterbringung der Antriebsaggregate 1.175 mm. Der Unterschied zwischen beiden Höhen wurde durch eine schiefe Ebene im angrenzenden Abteil der 3. Klasse realisiert. Die Fahrgasträume waren in der ersten Serie als Großraumabteile mit Mittelgang ausgeführt. Die Sitzteilung war hier 2+2 in der 2. Klasse bzw. 3+2 in der 3. Klasse. Die Fahrzeuge der zweiten Serie besaßen eine 3+0-Bestuhlung. Dies ergab unterschiedliche Sitzplatzzahlen.
Die Maschinenanlage war vollständig im Maschinengestell untergebracht. Sie bestand aus einem langsamlaufenden Sechszylinder-Viertakt-Dieselmotor und einem Doppelturbogetriebe, bestehend aus je einem Wandler und einer Kupplung, die auf je eine Achse des Maschinengestells wirkte. Als Antriebsmotor wurde der der Diesellokreihe V 36 verwendet. Im Anfahrbereich arbeiteten beide Getriebe im Wandlerbereich parallel, im Streckenbereich wurde nur noch eine Achse von einer Kupplung eines Getriebes angetrieben. Dabei besaßen beiden Kupplungen unterschiedliche Übersetzungen, so dass sich insgesamt drei Gänge in der Fahrcharakteristik des gesamten Fahrzeuges ergaben. Um die Getriebeabmessungen zu verringern, war das Getriebe im Primärbereich durch einen Hochtrieb von der Motordrehzahl auf 2.765 Umdrehungen pro Minute übersetzt worden. Der Antrieb der Räder geschah über Gelenkwellen und einem Achswendegetriebe auf die dem betreffenden Strömungsgetriebe betreffende Achse. Die Umschaltung konnte nur bei stehendem Fahrzeug vorgenommen werden und geschah elektropneumatisch.
Für die Fernsteuerung waren die Steuerleitungen in einem Kanal geführt. Die Stirnseiten der Wagen hatten je eine 32-polige Verbindungskupplung. Auf den Führerständen waren folgende Überwachungseinrichtungen vorhanden:
- elektrischer Geschwindigkeitsmesser,
- Messgerät für die Motordrehzahl,
- Fernthermometer für Kühlwassertemperatur, Motor- und Getriebeöl,
- Temperaturanzeige der Auspuffgase,
- Überwachung des zulässigen Schmieröldrucks,
- Überwachung der Endlagenstellung der beiden Wendegetriebe und
- Brandmeldeanlage.

Zur Verständigung zwischen den Führerständen war eine Glocke in diesen installiert. Die Glocke ertönte auch bei zu niedrigem Kühlwasserstand.